# Mamoplastia

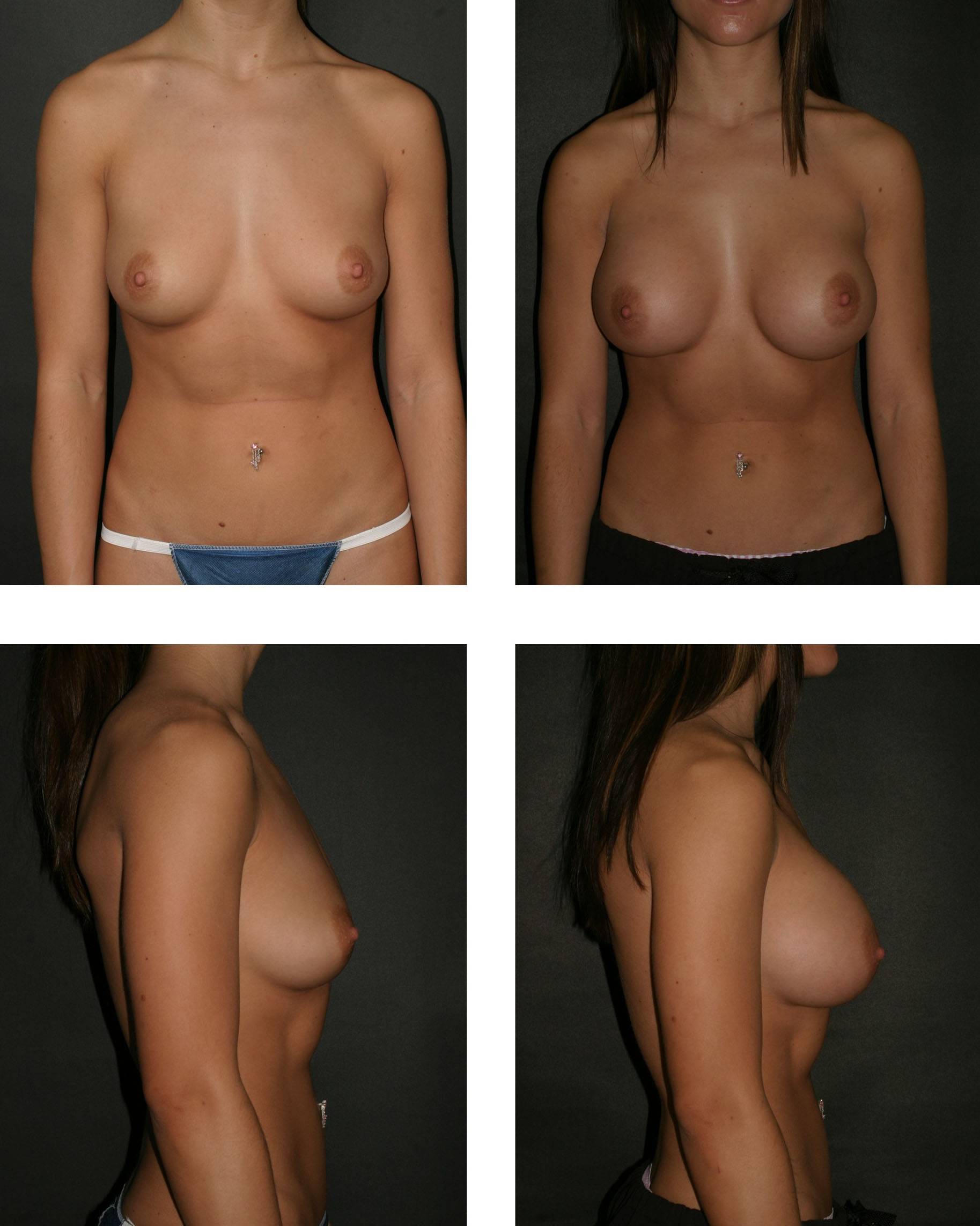
Mamoplastia de aumento, com adição de prótese de solução fisiológica.

Mamoplastia é a cirurgia plástica feita nas mamas humanas, podendo ser de aumento, quando acrescenta-se materiais como o silicone, ou de redução, quando o médico retira parte do tecido mamário para reduzir seu volume. Porém, nos últimos anos, muitos cirurgiões estão utilizando próteses de silicone mesmo em casos de redução de mamas, pois o objetivo seria melhorar a consistência e a firmeza. Pode-se por exemplo reduzir 400g de tecido mamário e acrescentar 200ml de silicone. Como o volume das mamas diminui, poderíamos chamar de mamoplastia redutora. Mas como foi utilizado implante de silicone, que originalmente seria para aumento mamário, a diferenciação entre mamoplastia redutora e mamoplastia de aumento tem gerado confusão, sendo mais adequado usar apenas o termo mamoplastia para todas as intervenções nas mamas, especificando com ou sem prótese.

## Mamoplastia de aumento
A mamoplastia de aumento é realizada com implantes mamários, de silicone ou salinos (soro fisiológico), e estes podem ser introduzidos na frente ou atrás do músculo peitoral maior. Os locais por onde se colocam os implantes são: periareolar inferior, sulco inframamário, vertical da mama, transareolopapilar, axilar e pelo umbigo.

## Mamoplastia redutora
Consiste em diminuição cirúrgica do volume e peso das mamas, diminuindo os sintomas como dor nas costas, peso nos ombros, marcas profundas de soutien e letargia. Existem várias técnicas, sendo as mais utilizadas a em T invertido, em L e a periareolar. A técnica vertical normalmente é reservada para retirar pequenos volumes das mamas, diminuindo a flacidez, e é denominada de mastopexia.